# عملية الدرع الواقي
عملية الدرع الواقي هي عملية عسكرية قامت بها إسرائيل باحتلال ومهاجمة مدن السلطة الفلسطينية عقب قيام العسكري الفلسطيني «عبد الباسط عودة» بتنفيذ عملية فندق بارك التي تعد أضخم عملية تفجيرية دموية في تاريخ إسرائيل. كان الهدف الرئيسي من عملية الدرع الواقي هو القضاء نهائيًا على الانتفاضة الفلسطينية الثانية، وقد انطلقت العملية في 29 مارس 2002 وانتهت في 10 مايو 2002، وحشدت لها إسرائيل ما يقارب 30 ألف جندي.

## سبب العملية
كان السبب الرئيسي لعملية الدرع الواقي هو قيام العسكري الفلسطيني «عبد الباسط عودة» من مدينة طولكرم بتفجير نفسه داخل فندق بارك في نتانيا غرب طولكرم، وقد أدى هذا التفجير إلى مقتل حوالي 30 إسرائيلي وإصابة 146 آخرين تزامنًا مع عيد الفصح اليهودي.
رئيس الوزراء الإسرائيلي آنذاك أرئيل شارون هو الذي أعطى الضوء الأخضر لبدء العملية العسكرية وضرب المدن الفلسطينية.

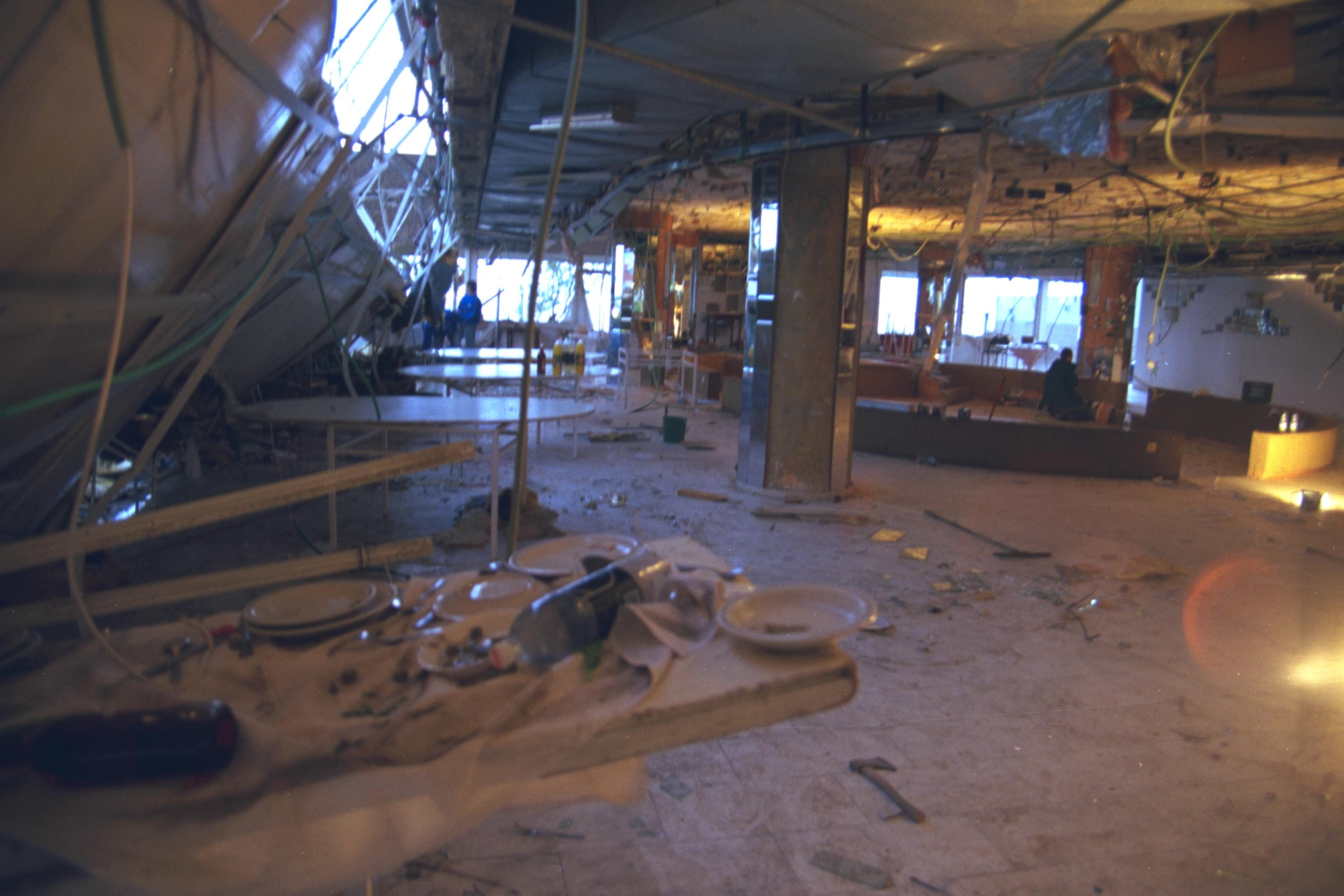
تفجير فندق بارك
عبد الباسط عودة

## انطلاق العملية
في بداية العملية العسكرية؛ قام الجيش الإسرائيلي بالتوغل في المدن الفلسطينية، كما قام بتفجير كامل المبنى الذي تقيم فيه أسرة عبد الباسط عودة في مدينة طولكرم، والمكون من أربعة طوابق.
فرضت إسرائيل حصارًا على مقر الرئاسة الفلسطينية حيث يتواجد الرئيس الفلسطيني ياسر عرفات، وبقي الرئيس الفلسطيني محاصرًا في المقر حتى نهاية أيام حياته؛ حيث لم يسمح له بالخروج إلا للسفر لتلقي العلاج بعد أن تم تسميمه ومن ثم وفاته في عام 2004.

## نتائج العملية
إثر العملية العسكرية، قام الجيش الإسرائيلي باحتلال معظم مدن الضفة الغربية، وقد قتل خلال العملية العسكرية عشرات الفلسطينيين، كما قتل أيضًا جنود إسرائيليين ومستوطنين.
كان من أهداف هذه العملية العسكرية إنهاء العمليات الاستشهادية داخل إسرائيل لكن طوال فترة العملية لم تنجح العملية بشكل ملحوظ في خفض عددها. بعد انتهاء العملية العسكرية وانسحاب الجيش الإسرائيلي شرعت الحكومة الإسرائيلية ببناء الجدار العازل.